# レット・イット・ビー・ミー
「レット・イット・ビー・ミー」(英語: Let It Be Me)は、ジルベール・ベコーが1955年にヒットさせた「神の思いのままに(英語: Je t'appartiens)」に英語詞を付けた楽曲である。エヴァリー・ブラザースが1960年に発表したバージョンにより世界的に広まった。

## 概要
「神の思いのままに」はジルベール・ベコーが作曲し、ピエール・ドラノエが作詞した。ベコーが発表してから2年後の1957年、CBS放送のテレビドラマ『Climax!』の中で、ジル・コーリーが「レット・イット・ビー・ミー」というタイトルで発表。これが英語バージョンのオリジナルである。英語詞を書いたのはマニー・カーティス。
1960年、エヴァリー・ブラザースがシングルA面曲として発表。録音はいつものナッシュヴィルではなくニューヨークで行われた。オーケストラの指揮はアーチー・ブレイヤー。彼らのバージョンは1960年2月27日付のビルボード・Hot 100で7位を記録した。

## その他のバージョン
| 年     | アーティスト                                       | 収録作品                                         |
| ------ | -------------------------------------------------- | ------------------------------------------------ |
| 1962年 | ハーブ・アルパート・アンド・ザ・ティファナ・ブラス | 『The Lonely Bull』                              |
| 1963年 | フリートウッズ                                     | 『The Fleetwoods Sing for Lovers by Night』      |
| 1964年 | ベティ・エヴェレット & ジェリー・バトラー          | シングル。全米5位を記録。                        |
| 1964年 | アンディ・ウィリアムス & クロディーヌ・ロンジェ    | 『The Wonderful World of Andy Williams』         |
| 1965年 | スキータ・デイヴィス & ボビー・ベア                | 『Tunes for Two』                                |
| 1965年 | ブレンダ・リー                                     | 『Brenda Lee Sings Top Teen Hits』               |
| 1965年 | ソニー&シェール                                    | 『Look at Us』                                   |
| 1966年 | ピーター&ゴードン                                  | 『Woman』                                        |
| 1966年 | ライチャス・ブラザーズ                             | 『Go Ahead and Cry』                             |
| 1966年 | ナンシー・シナトラ                                 | 『How Does That Grab You?』                      |
| 1966年 | バーバラ・ルイス                                   | 『It's Magic』                                   |
| 1967年 | サム&デイヴ                                        | 『Soul Men』                                     |
| 1968年 | クロディーヌ・ロンジェ                             | 『Colours』                                      |
| 1968年 | ニノ・テンポ & エイプリル・スティーブンス          | シングル                                         |
| 1968年 | ボビー・ジェントリー & グレン・キャンベル          | 『Bobbie Gentry and Glen Campbell』              |
| 1968年 | ピーチズ・アンド・ハーブ                           | 『Golden Duets』                                 |
| 1968年 | ボビー・ゴールズボロ                               | 『This Is Bobby Goldsboro』                      |
| 1968年 | フランソワーズ・アルディ                           | 『En anglais』                                   |
| 1968年 | アル・マルティーノ                                 | 『Love Is Blue』                                 |
| 1969年 | ペトゥラ・クラーク                                 | 『Portrait of Petula』                           |
| 1969年 | フィフス・ディメンション                           | 『The Age of Aquarius』                          |
| 1969年 | デルフォニックス                                   | 『Sound of Sexy Soul』                           |
| 1970年 | ボブ・ディラン                                     | 『セルフ・ポートレイト』                         |
| 1970年 | ジェイとアメリカンズ                               | 『Wax Museum』                                   |
| 1970年 | レナード・ニモイ                                   | 『The New World of Leonard Nimoy』               |
| 1970年 | エルヴィス・プレスリー                             | 『エルヴィス・オン・ステージVol.2』              |
| 1970年 | ロバータ・フラック                                 | 『Chapter Two』                                  |
| 1970年 | パーシー・スレッジ                                 | 『My Special Prayer』                            |
| 1971年 | フランク・プゥルセル                               | 『Et son Grande Orchestre』                      |
| 1972年 | ボビー・ダーリン                                   | 『Bobby Darin』                                  |
| 1974年 | ダニー&マリー・オズモンド                          | 『I'm Leaving It All Up To You』                 |
| 1974年 | ポインター・シスターズ                             | 『Live at the Opera House』                      |
| 1974年 | ニーナ・シモン                                     | 『It Is Finished』                               |
| 1975年 | デイヴ・エドモンズ                                 | 『Subtle as a Flying Mallet』                    |
| 1975年 | B・J・トーマス                                     | 『Help Me Make It (To My Rockin' Chair)』        |
| 1978年 | メラニー                                           | 『Phonogenic Not Just Another Pretty Face』      |
| 1979年 | ケニー・ロジャース & ドッティ・ウエスト            | 『Classics』                                     |
| 1980年 | 野口五郎                                           | 『歌そして愛』                                   |
| 1982年 | オーリアンズ                                       | 『One of a Kind』                                |
| 1983年 | 岩崎宏美                                           | 『Disney Girl』                                  |
| 1987年 | 伊藤君子                                           | 『フォー・ラヴァーズ・オンリー』                 |
| 2000年 | 竹内まりや & 山下達郎                              | 『Souvenir〜Mariya Takeuchi Live』               |
| 2001年 | ローラ・ニーロ                                     | 『Angel in the Dark』                            |
| 2002年 | ローラ・ニーロ                                     | 『Live: The Loom's Desire』                      |
| 2004年 | アン・マレー                                       | 『Country Croonin'』                             |
| 2004年 | ポール・ウェラー                                   | 『スタジオ150』                                  |
| 2008年 | 竹内まりや & 山下達郎                              | 『Expressions』                                  |
| 2009年 | ロッド・スチュワート & ジェニファー・ハドソン      | 『ソウルブック』                                 |
| 2011年 | 綾戸智恵                                           | 『Prayer』                                       |
| 2014年 | ブライアン・アダムス                               | 『Tracks of My Years』日本盤のボーナス・トラック |

## 山下達郎&竹内まりやのカバー

### 概要
元は2000年にリリースされた竹内まりやのライブ・アルバム『Souvenir〜Mariya Takeuchi Live』にライブ・バージョンで収録された、山下達郎とのデュエット曲。かつて、友人の結婚式で山下と竹内に歌を依頼された際、何かデュエットをやろうという事になり、急遽ホーム・レコーディングでカラオケを作りカバーした。以後、二人でデュエットする時の定番となった。その後、竹内のベスト・アルバム『Expressions』収録に際し、スタジオ・レコーディングされた新録バージョンが、2016年にフジテレビ系木曜劇場『早子先生、結婚するって本当ですか?』の劇中歌に採用されたのに伴い、4月20日より配信リリースが開始された。

### 収録曲
1. Let It Be Me - 山下達郎 & 竹内まりや
  - Words by Pierre Dolanoe, Curtis Mann / Music by Gilbert Becau / Arranged by 山下達郎
  - ©EMA SUISSE
  - ℗2016 TENDERBERRY & HARVEST INC.

### レコーディング・メンバー
- 山下達郎：Computer Programming
- 佐橋佳幸：Acoustic Guitar
- 橋本茂昭：Synthesizer Operation